# Col de la Fageole
Le col de la Fageole est un col du Massif central, sur le commune de Coren, dans l'est du département du Cantal en Auvergne-Rhône-Alpes. Situé à une altitude de 1 114 m, il est franchi par la route départementale D909 et par l'autoroute A75

## Toponymie
Le toponyme Fageole provient du diminutif de l'occitan faja donnant fajòla, qui se traduit par « petit bois de hêtres ».

## Géographie

### Situation
Le col de la Fageole est situé dans le nord-est de la commune de Coren, à 1 114 m d'altitude. Il sépare les vallées de l'Arcueil et du Viadeyres. Il est franchi par la route départementale D909 qui relie Massiac à Saint-Flour et par l'autoroute A75 avec présence d'un échangeur et dont il est le second point le plus haut après le col des Issartets (1 121 mètres).
Un champ d'éoliennes est implanté à proximité.

### Climat
Il s'agit d'un col redouté en hiver car l'ascension peut devenir difficile à cause de chutes de neige fréquentes dès la fin de l'automne jusqu'au mois de mai. Des dispositifs pare-congères y ont été installés.